# Districte municipal de Telšiai
El Districte municipal de Telšiai (en lituà: Telšių rajono savivaldybė), és un dels 60 municipis de Lituània, situat dins del comtat de Telšiai. La capital és la ciutat de Telšiai. Cobreix una àrea de terreny de 1.439 km².

## Estructura
- 2 ciutats:Telšiai, Varniai
- 11 poblaciones: Eigirdžiai, Gadūnavas, Janapolė, Lauko Soda, Luokė, Nerimdaičiai, Nevarėnai, Pavandenė, Tryškiai, Ubiškė i Žarėnai
- 415 pobles

## Seniūnijos del districte municipal de Rietavas

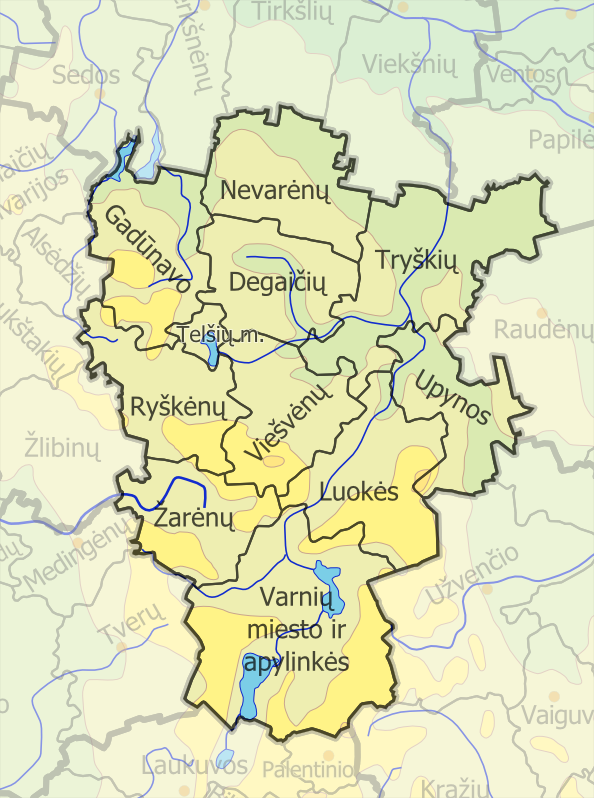
Seniūnijos del districte municipal de Telšiai

- Degaičių seniūnija (Degaičiai)
- Gadūnavo seniūnija (Gadūnavas)
- Luokės seniūnija (Luokė)
- Nevarėnų seniūnija (Nevarėnai)
- Ryškėnų seniūnija (Ryškėnai)
- Telšių miesto seniūnija (Telšiai)
- Tryškių seniūnija (Tryškiai)
- Upynos seniūnija (Upyna)
- Varnių seniūnija (Varniai)
- Viešvėnų seniūnija (Viešvėnai)
- Žarėnų seniūnija (Žarėnai)